# Herbert Southworth

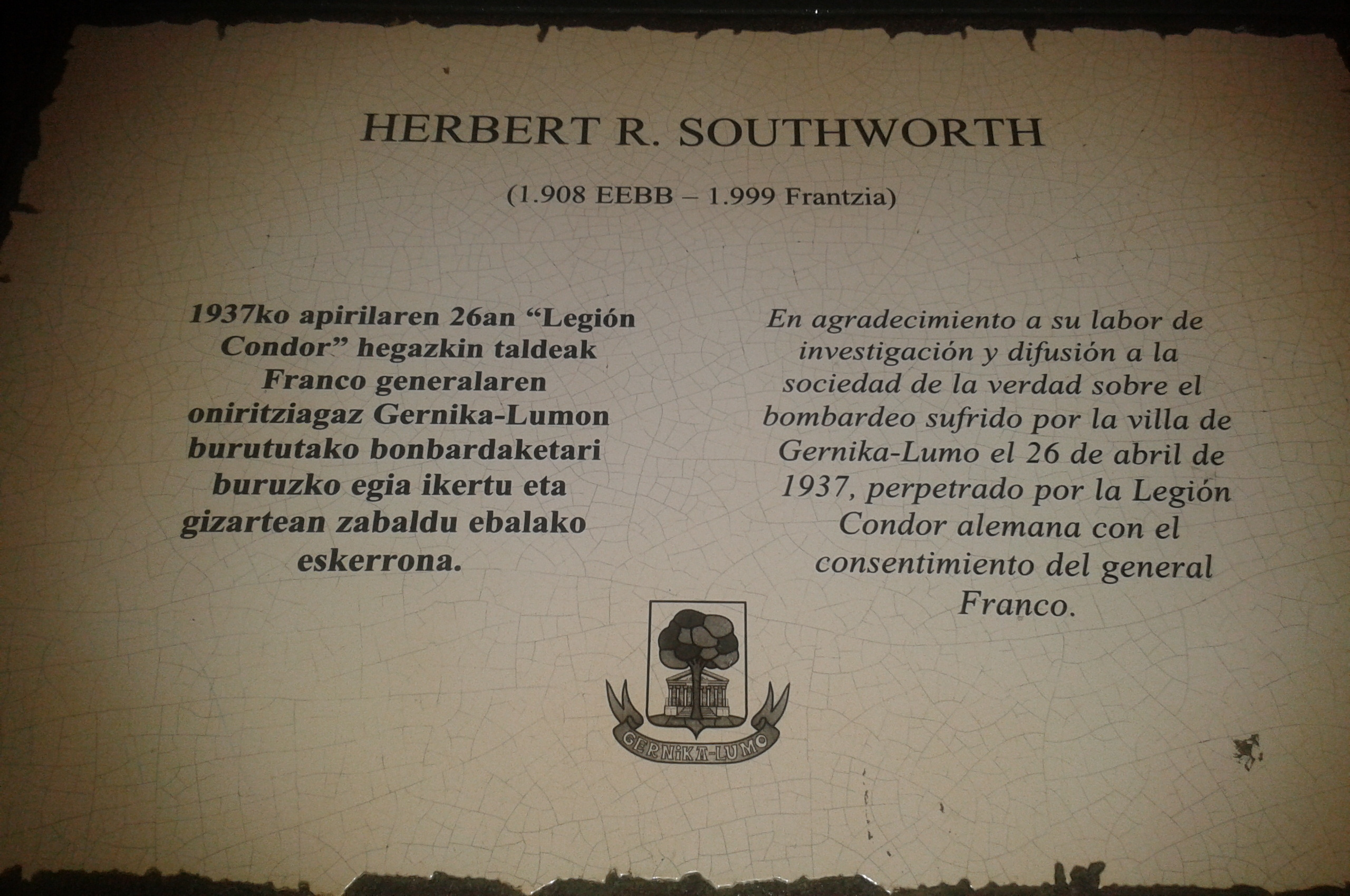
Placa conmemorativa en Guernica a los méritos de Herbert Southworth en la investigación de los crímenes franquistas.

Herbert Rutledge Southworth (Canton, Oklahoma; 6 de febrero de 1908-Le Blanc, Indre, Francia; 30 de octubre de 1999) fue un escritor, periodista e historiador estadounidense especializado en la guerra civil española y la posterior dictadura de Franco. La publicación de su libro contra el franquismo El mito de la cruzada de Franco provocó que el Ministerio de Información y Turismo, siendo ministro Fraga Iribarne, creara el Gabinete de Estudios sobre Historia -Sección de Estudios sobre la Guerra de España- bajo la dirección de Ricardo de la Cierva con la función declarada de establecer un servicio de contrainformación que detuviese la nueva perspectiva de la historia sobre la guerra civil española.

## Datos biográficos
Nació en Canton, Oklahoma, Estados Unidos. Cursó estudios de Historia en la Universidad de Arizona, el Texas Technological College y la Universidad de Columbia. Durante la Segunda Guerra Mundial fue uno de los primeros en ser reclutado por el gobierno estadounidense para preparar la propaganda de guerra contra el Eje.
En 1946 estableció una emisora privada de radio comercial en Tánger. Tras la independencia de Marruecos, Southworth se trasladó a vivir a Francia. Allí escribió varios libros en los que deslegitimaba la visión que el franquismo tenía de su propia historia. Southworth fue amigo y discípulo de Pierre Vilar, y uno de los maestros de Paul Preston. Tras una larga enfermedad, pero sin dejar nunca la investigación, murió en 1999.

## Obras
- 1963 - El mito de la cruzada de Franco, Editorial Ruedo Ibérico.

- 2008 - El mito de la cruzada de Franco, Barcelona, Debolsillo, 978-84-8346-574-5, 69 pp.

- 1967 - Antifalange, estudio crítico de "Falange en la guerra de España, la unificación y Hedilla" de Maximiano García Venero Ruedo ibérico.
- 1977 - Guernica, Guernica, University of California Press, Berkeley, Los Angeles, Londres, ISBN 0-520-02830-9

- 1977 - La destrucción de Guernica

- 2000 - El lavado de cerebro de Francisco Franco: conspiración y guerra civil, Crítica. 355 pp.

- 2002 - Conspiracy and the Spanish Civil War: the brainwashing of Francisco Franco